# Stadtpark (métro de Vienne)
Cet article concerne la station de métro. Pour le parc, voir Stadtpark.
Stadtpark (en allemand : U-Bahn-Station Stadtpark) est une station de la ligne U4 du métro de Vienne. 
Cette station, dont le pavillon de style Art nouveau a été conçu par l'architecte Otto Wagner pour la Wiental-Donaukanal Stadtbahn, est située à l'entrée sud du Stadtpark, le long de la Johanessgasse, à l'est du centre-ville, dans le troisième arrondissement Landstrasse à Vienne en Autriche.

## Situation sur le réseau

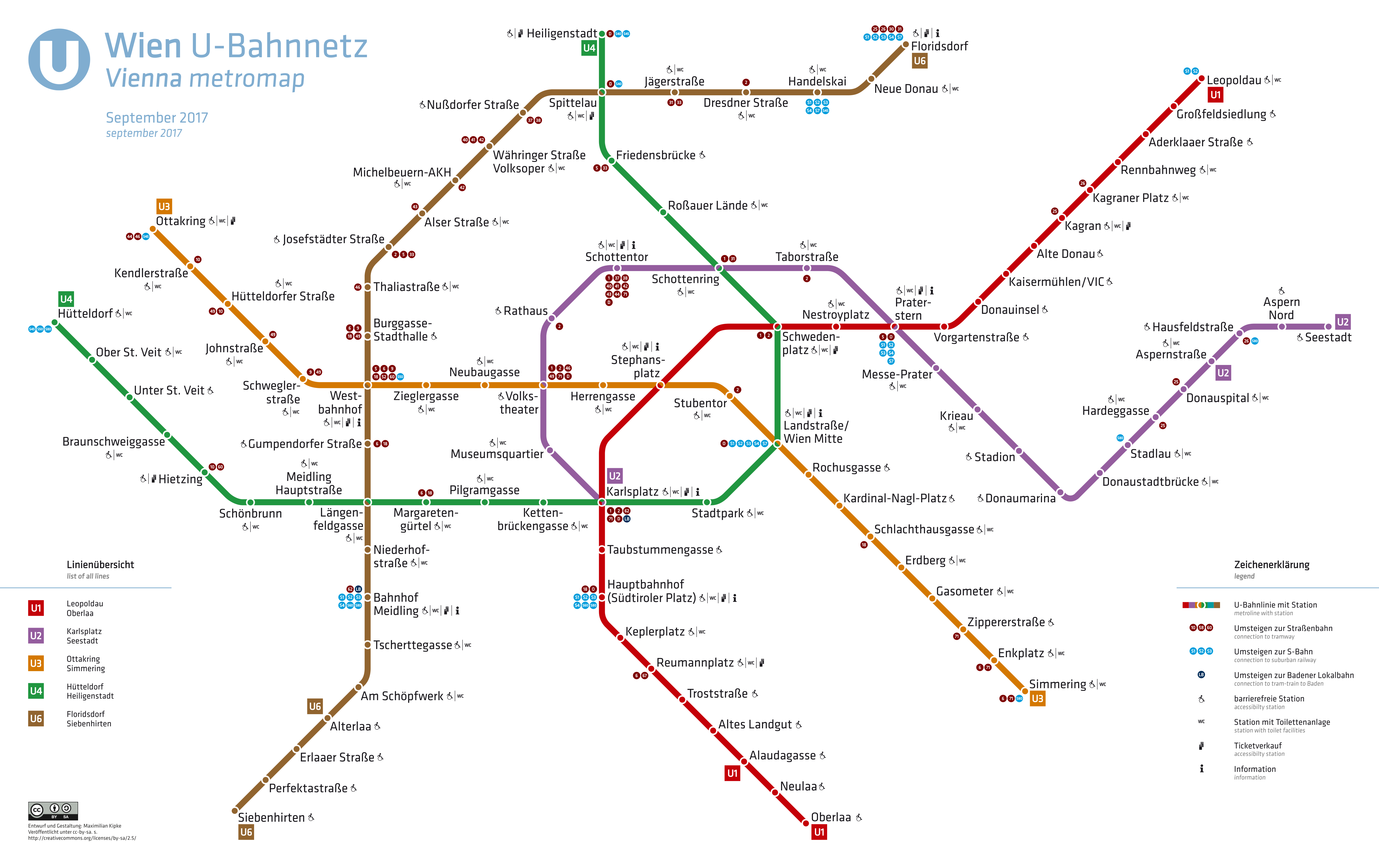
Plan du métro (2017).

Établie en surface, Stadtpark est une station de passage de la ligne U4 du métro de Vienne. Elle est située entre la station Karlsplatz, en direction du terminus sud-ouest Hütteldorf, et la station Landstrasse, en direction du terminus nord Heiligenstadt.
Elle dispose de deux quais latéraux encadrant les deux voies de la ligne.

## Histoire

### Gare de la Wiental-Donaukanal Stadtbahn

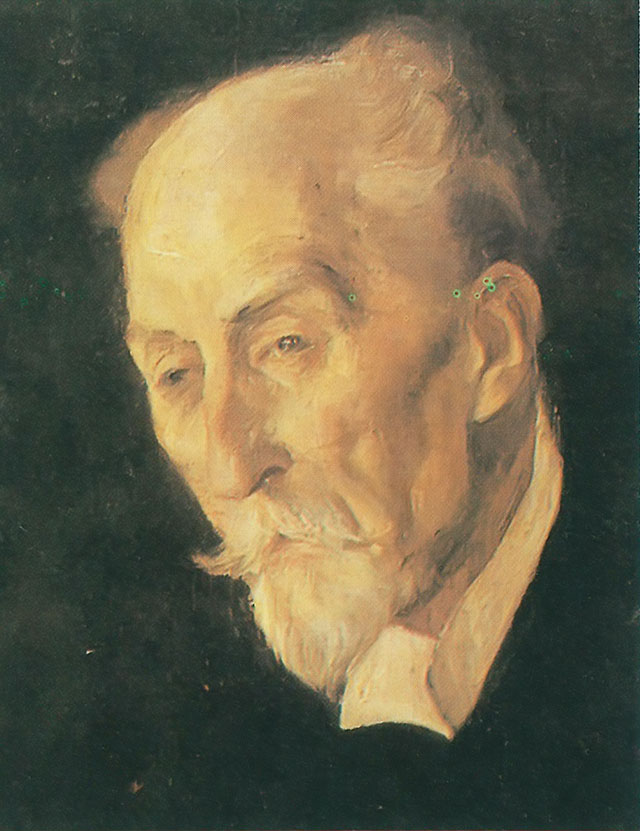
Otto Wagner.

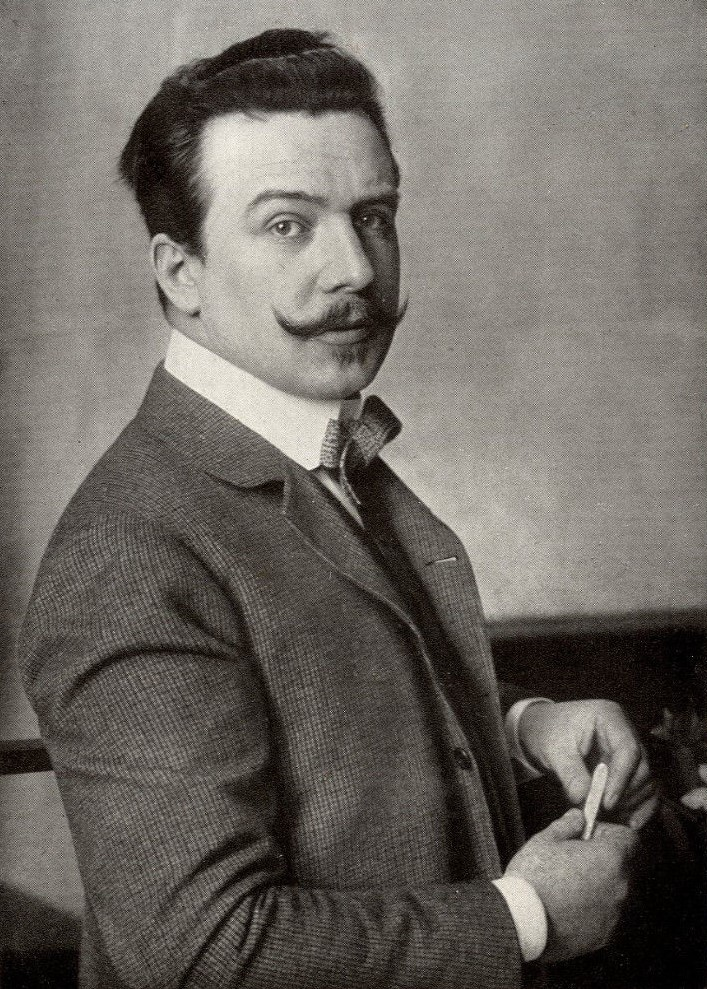
Josef Maria Olbrich, l'assistant de Wagner.

Le Reichsrat (Conseil d'Empire) décide en 1892 de construire la Stadtbahn de Vienne (de). « Ce projet concrétise une offensive politique populiste contre la Ringstrasse, car il est destiné à ébranler la suprématie du cenre-ville bourgeois en accordant plus d'attention aux banlieues ouvrières ». 
Après avoir emporté le concours d'architecture qui portait sur les stations, les ponts, les viaducs et les tranchées à ciel ouvert, Otto Wagner (1841-1918) devient l'architecte en chef et le planificateur général de ce chemin de fer métropolitain léger en grande partie aérien qui caractérise encore aujourd'hui le paysage urbain viennois et correspond maintenant aux lignes U4 et U6 du métro,.   
Otto Wagner assure de 1894 à 1901 la construction des 36 stations de la Stadtbahn avec Josef Maria Olbrich comme assistant et Albert Gatnar comme ingénieur en chef,,,. Partisan d'une modernisation radicale, Otto Wagner tourne le dos à l'historicisme et au « fratras stylistique du Ring » et, en accord avec la devise de la Sécession viennoise (« À chaque siècle son art, à l'art sa liberté »), il adopte le style Art nouveau ou Jugendstil, mais d'une manière moins exubérante que Hector Guimard pour ses stations du métro de Paris,. 
Une des deux lignes de tramways à vapeur construites par Wagner et Olbrich est la Wiental-Donaukanal Stadtbahn (la WD Stadtbahn, précurseur de la ligne U4), qui part de Hütteldorf et suit la vallée de la Vienne (la Wiental) pour longer ensuite le canal du Danube (Donaukanal) vers le nord,.
La première section de la WD Stadtbahn à être construite est la portion entre la gare de Hütteldorf (à l'ouest) et la gare de Meidling Hauptstraße, ouverte le 1er juin 1898. L'ouverture du deuxième tronçon entre Meidling Hauptstraße et la gare Landstraße / Wien Mitte (à l'angle nord-est du centre-ville) a lieu le 30 juin 1899. La station Stadtpark est achevée en décembre 1897 et entre donc en service le 30 juin 1899 puisqu'elle fait partie du second tronçon de la Wiental-Donaukanal Stadtbahn,,.

### Station de la Wiener Elektrische Stadtbahn
La Stadtbahn, qui fonctionnait avec des tramways à vapeur, est fermée le 8 décembre 1918 en raison de la pénurie endémique de charbon après la Première Guerre mondiale,. Sa gestion, qui  était assurée auparavant par les chemins de fer fédéraux autrichiens, est reprise en 1923-1925 par la Ville de Vienne et son électrification devient l'un des premiers grands chantiers de la municipalité désormais social-démocrate de Vienne : la Ville électrifie la Stadtbahn dans le cadre de la Wiener Elektrische Stadtbahn, et ses lignes de tramway électrique ouvrent à nouveau en octobre 1925,.

### Station de la ligne U4 du métro
En 1968, le conseil municipal décide de construire le réseau du métro de Vienne, qui intègre l'ancienne ligne Wiental-Donaukanal sous le label U4. La ligne est progressivement transformée en métro durant les années 1970 : le premier tronçon de la ligne U4, de Heiligenstadt (au nord) au Friedensbrücke, est ouvert en 1976 et cinq autres tronçons suivent, jusqu'à rejoindre Hütteldorf (à l'ouest) le 20 décembre 1981. Les quais de la station Stadtpark sont relevés de 45 centimètres, tandis que la voie est abaissée de 15 centimètres, ce qui impose de déplacer les frises murales et les toits des quais. 
Les rames de la ligne U4 du métro passent pour la première fois par la station Stadtpark le 15 août 1978 lors de l'ouverture du tronçon de Schottenring à Karlsplatz.
Une rénovation générale de la station est effectuée du 30 novembre 2015 au 30 janvier 2017.

## Services aux voyageurs

### Accès et accueil

Installations
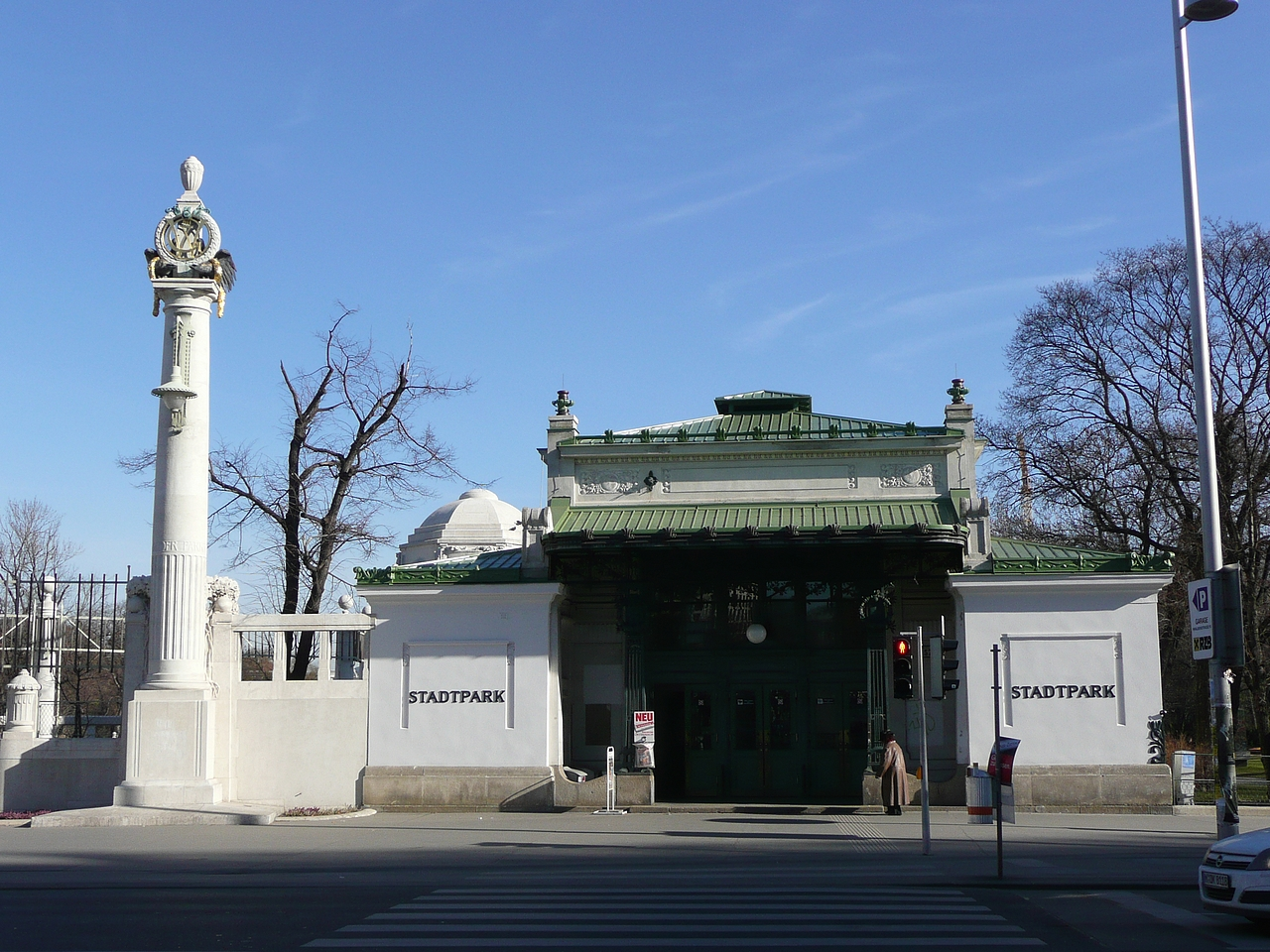
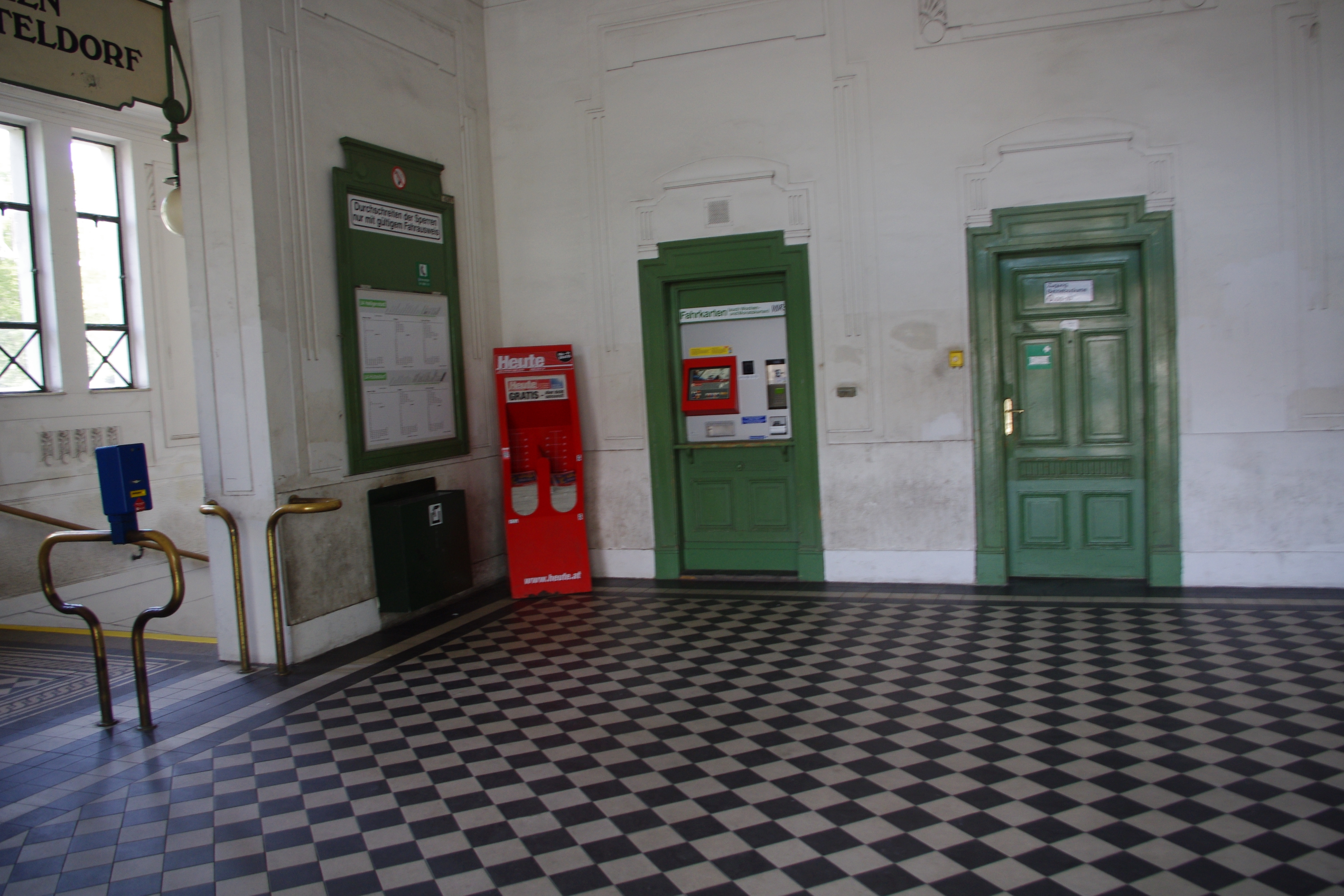
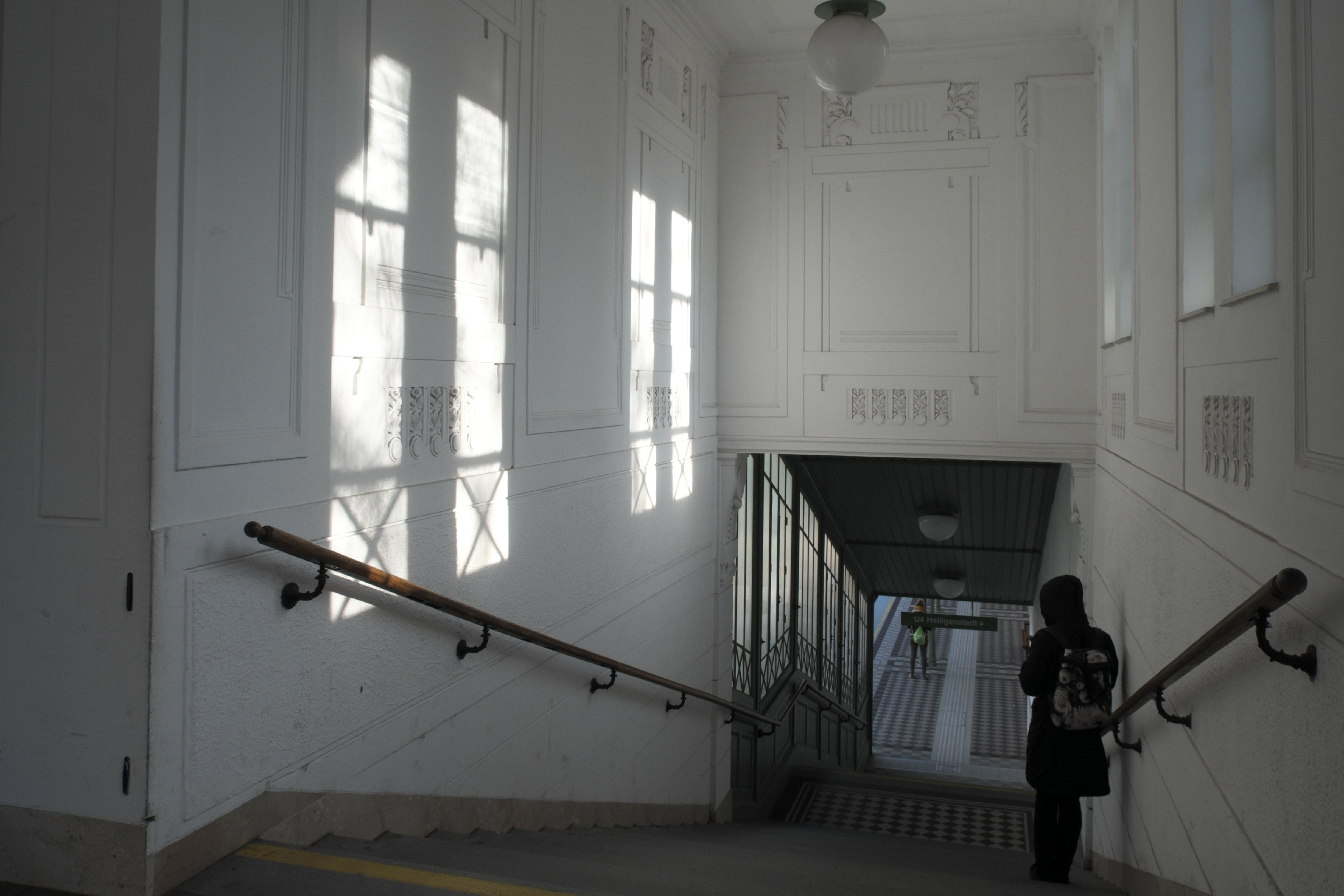

### Desserte
La station Stadtpark est desservie par les rames de la ligne ligne U4 du métro de Vienne.

Installations et desserte
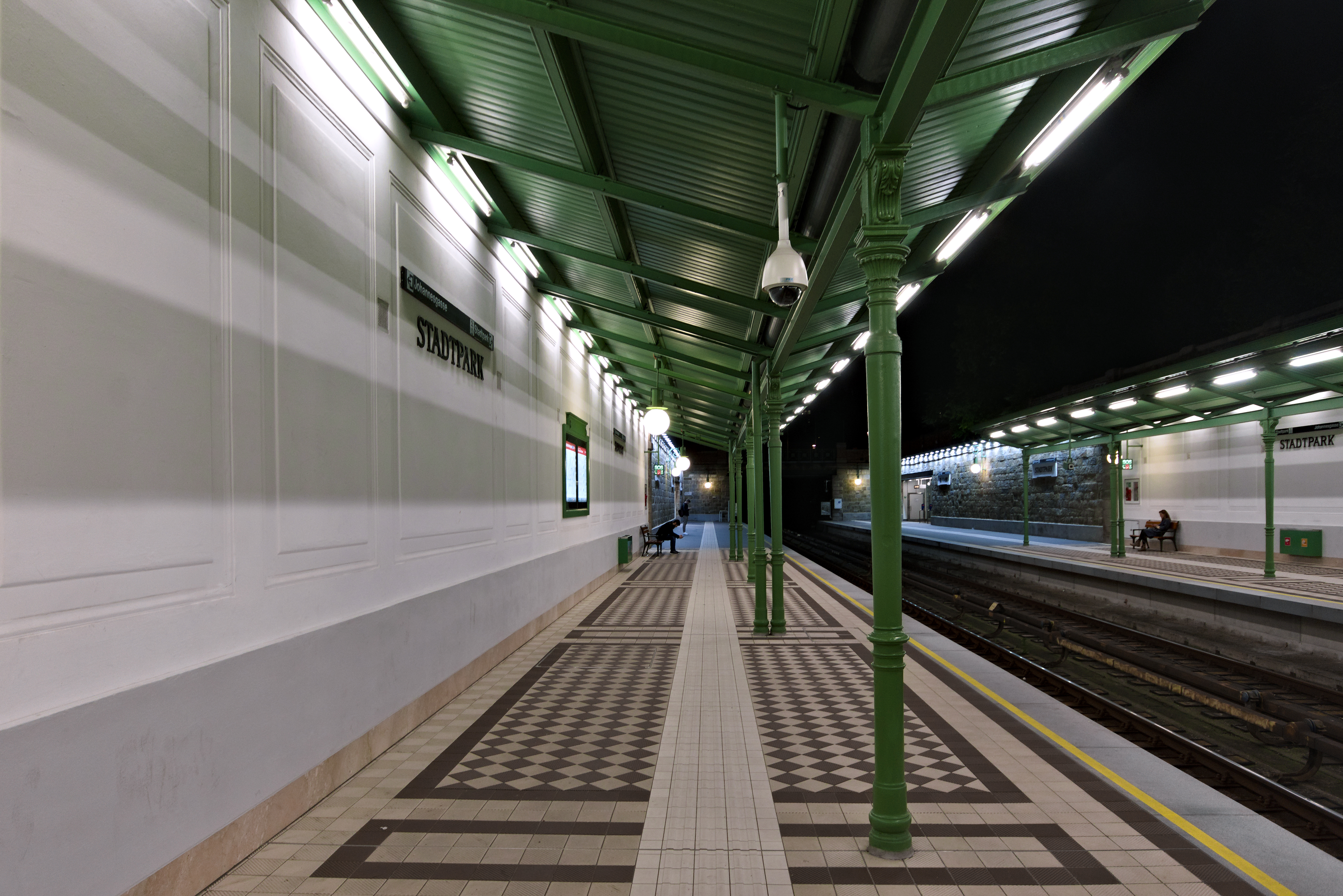
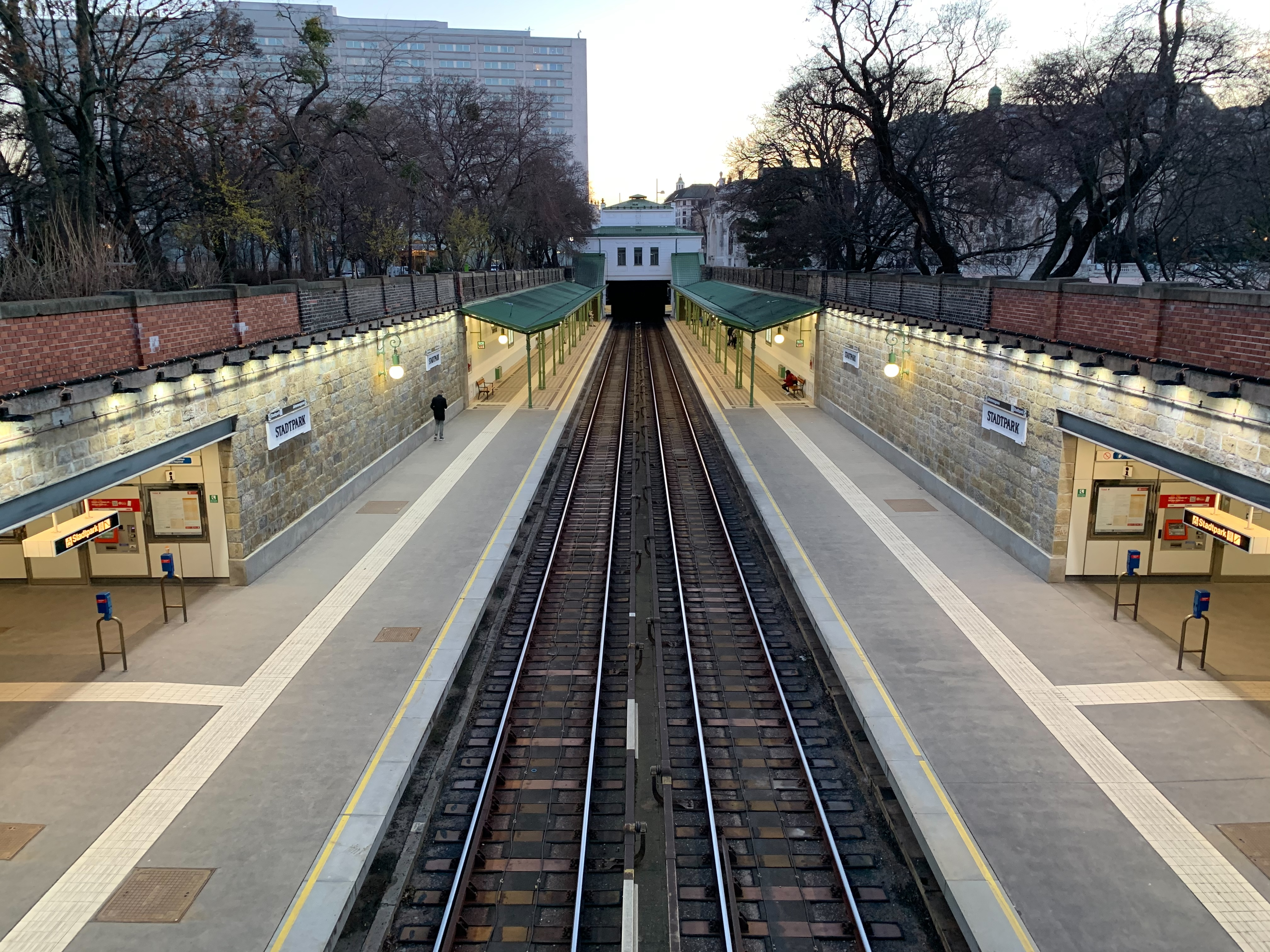
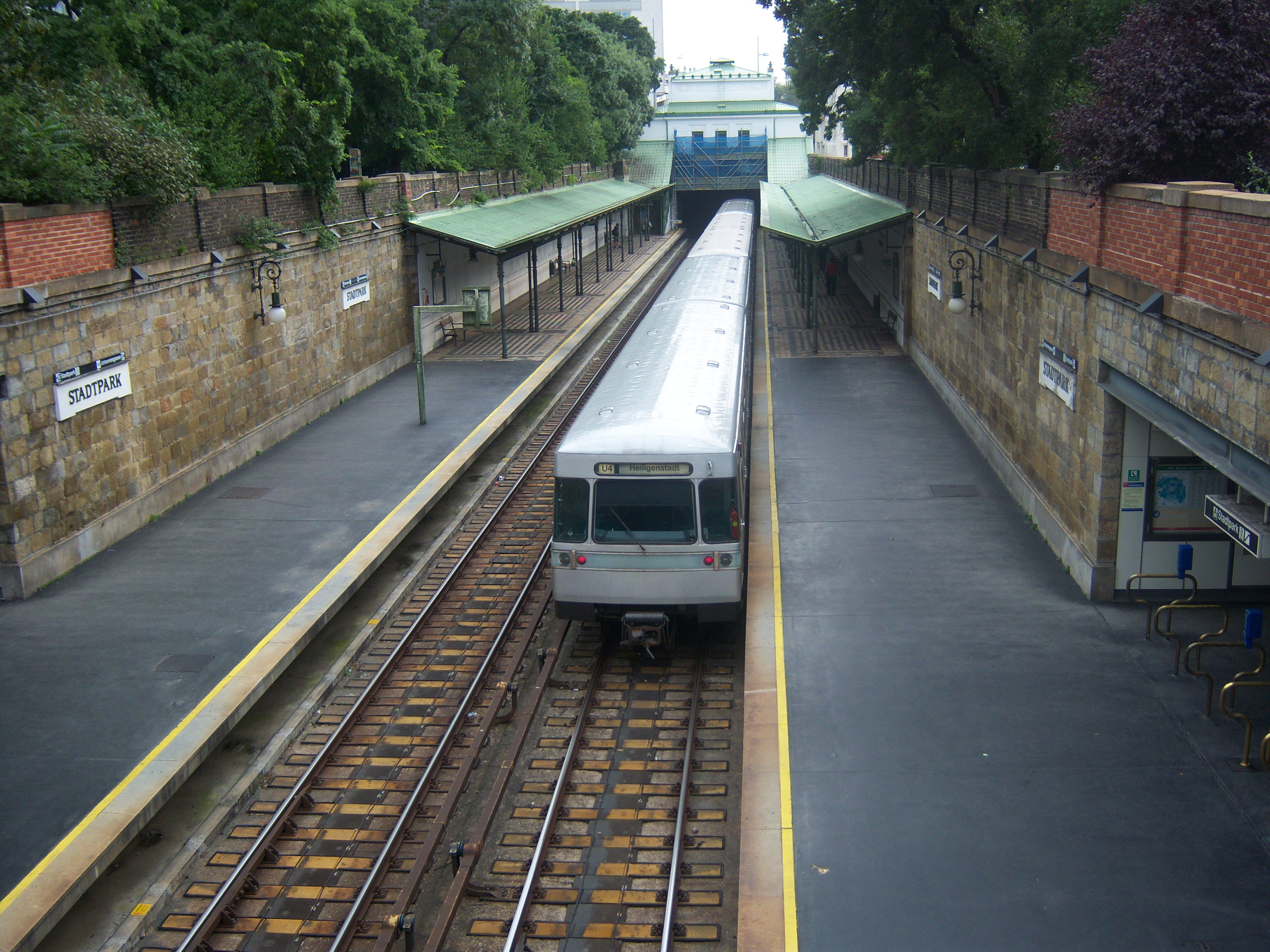

### Intermodalité
À proximité, un arrêt de bus est desservi par la ligne N75.

## Patrimoine ferroviaire

### Architecture extérieure
Le pavillon de la station Stadtpark présente un modèle fréquemment utilisé par Wagner sur la ligne de la Wiental-Donaukanal Stadtbahn, nettement plus sobre que la station Karlsplatz, identique aux stations Pilgramgasse et Kettenbrückengasse et un peu plus sophistiqué que les stations Margaretengürtel, Schönbrunn et Ober St. Veit, où l'auvent est non orné et porté par de simples colonnettes.
Il est composé de deux ailes latérales enduites et peintes en blanc sur soubassement de pierre calcaire, affichant de chaque côté le nom de la station dans un grand cartouche rectangulaire orné de feuillages aux angles supérieurs. Surmontées d'une frise verte aux motifs végétaux typiques de l'Art nouveau, ces ailes latérales encadrent une large entrée percée de trois étroites portes doubles séparées par des pilastres et surmontées d'un registre composé de panneaux de bois orné chacun d'un cartouche à crossettes, puis d'un double registre de fenêtres. 
L'entrée est surmontée d'un auvent en fer forgé en forte saillie peint en couleur vert pomme, une caractéristique commune à toutes les stations de la Stadtbahn réalisées par Otto Wagner. Cet auvent est porté par deux hautes colonnes en fer forgé ajouré s'élançant d'un socle de pierre calcaire discrètement relié aux soubassements latéraux. Ornées à leur sommet d'une couronne de laurier, ces colonnes portent par de fins corbeaux en fer forgé l'auvent vert sous lequel s'abrite une frise de feuilles de laurier et de roses. En retrait de l'auvent, orné de palmettes, on aperçoit le corps central de la station, de forme carrée, orné sur chaque face d'un entablement en maçonnerie composé d'une architrave ornée d'un large cartouche aveugle flanqué de deux petits cartouches sculptés, d'une frise de perles et d'une petite corniche. Ce corps central est marqué à chaque angle d'une cheminée.

Architecture
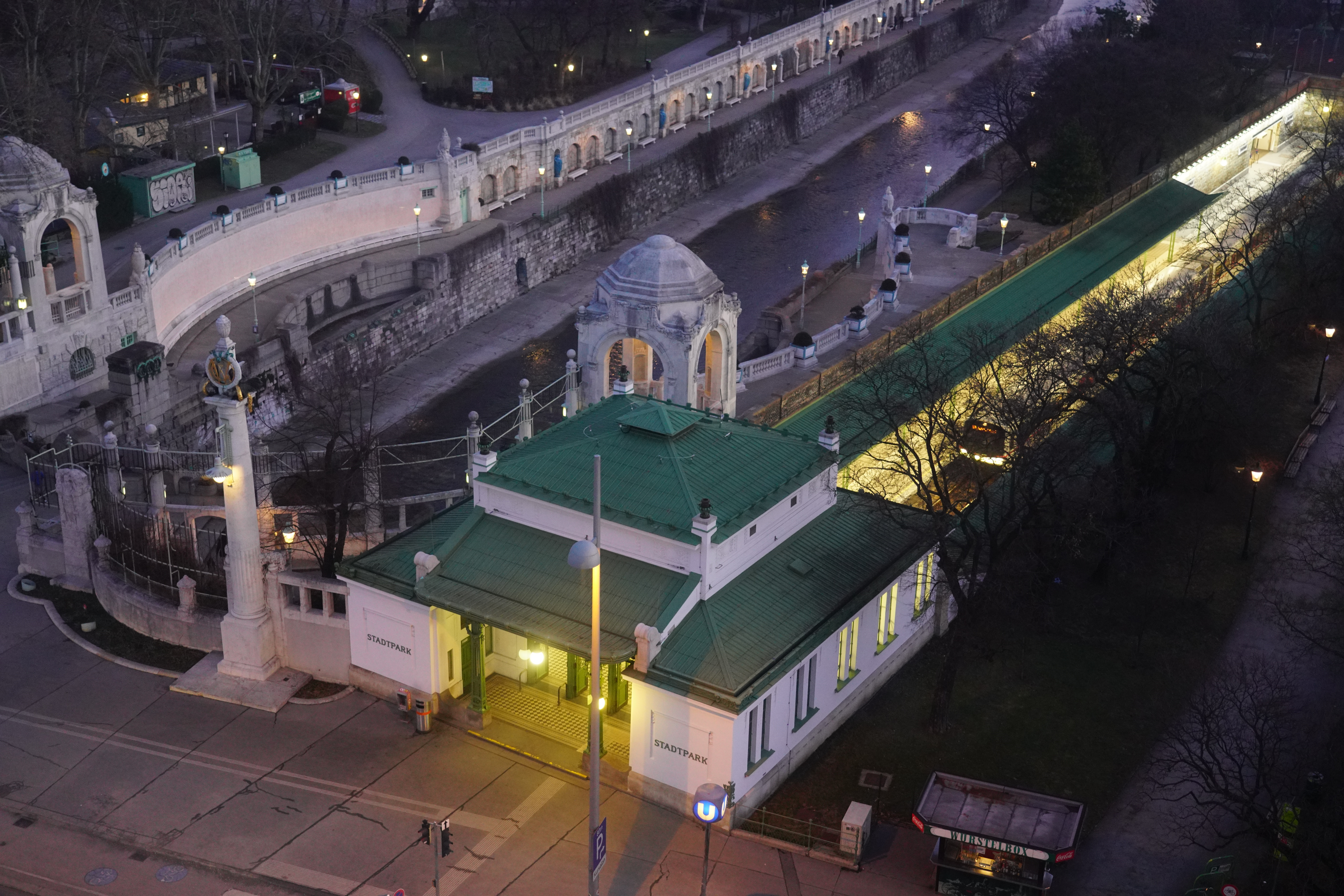
Le portail de la rivière Vienne et la station Stadtpark vus de nuit.
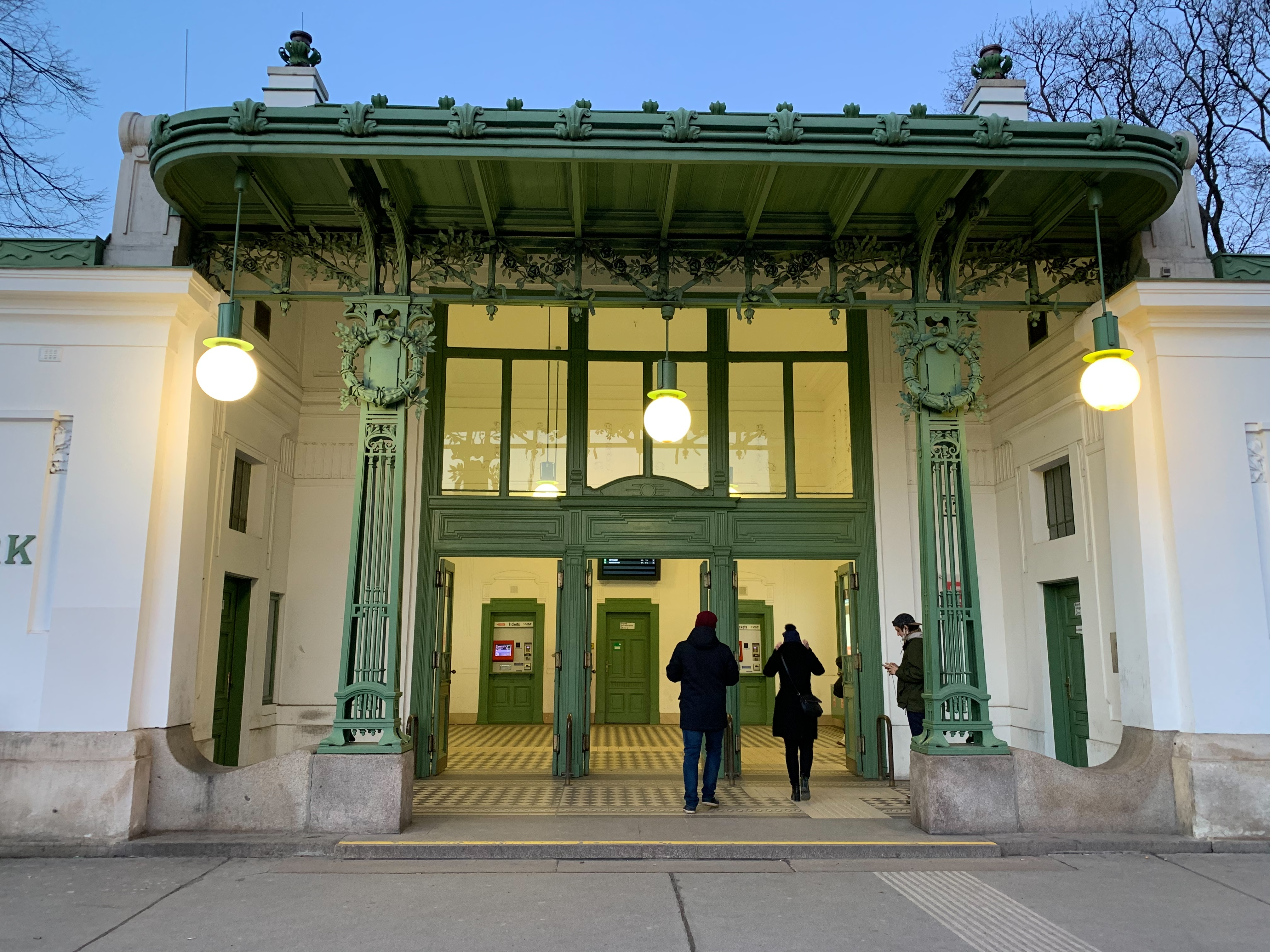
L'entrée principale.
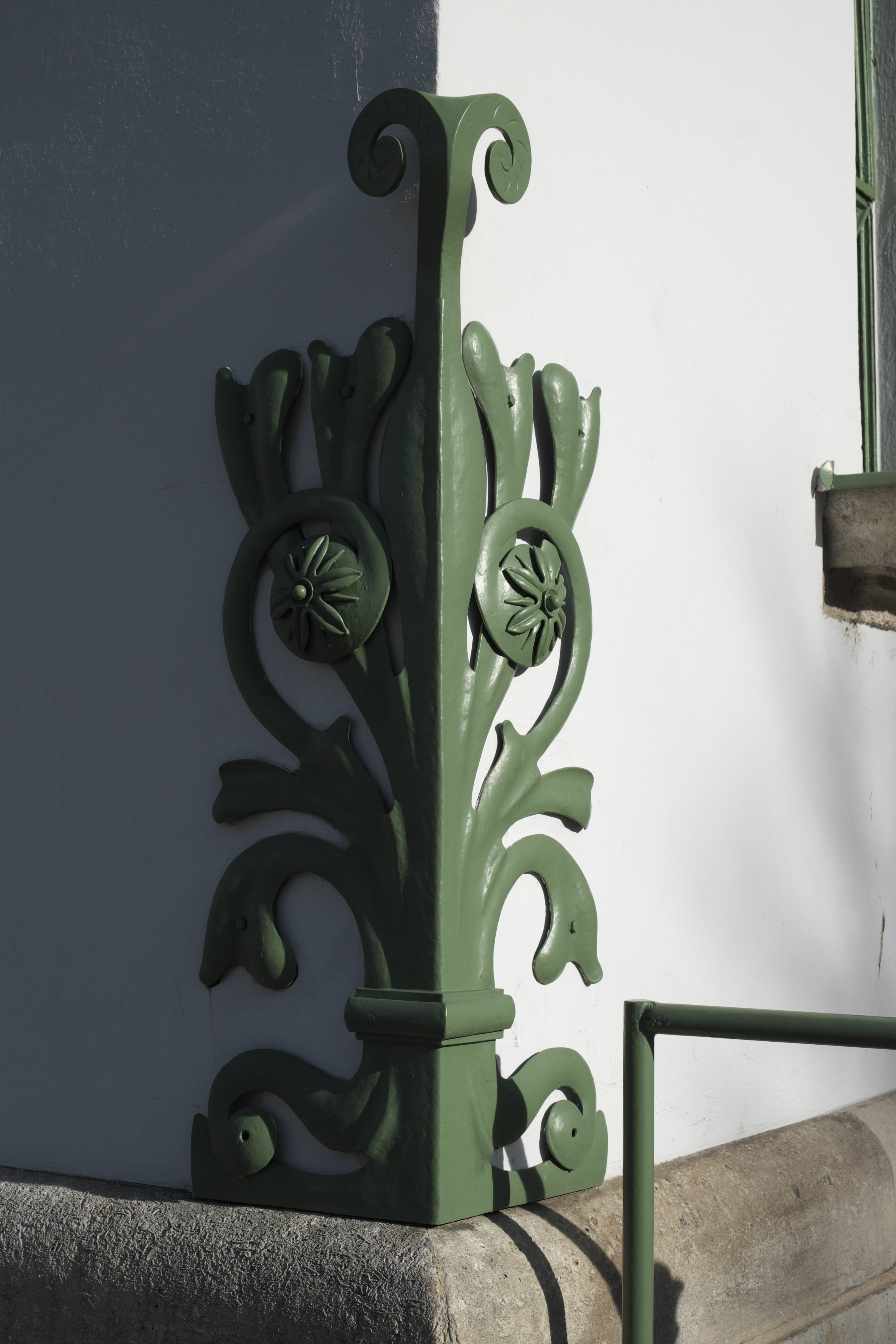
Décoration d'angle.

### Architecture intérieure
À l'intérieur, la couleur blanche des murs présente un élégant contraste avec les baies à huisserie verte.

Architecture
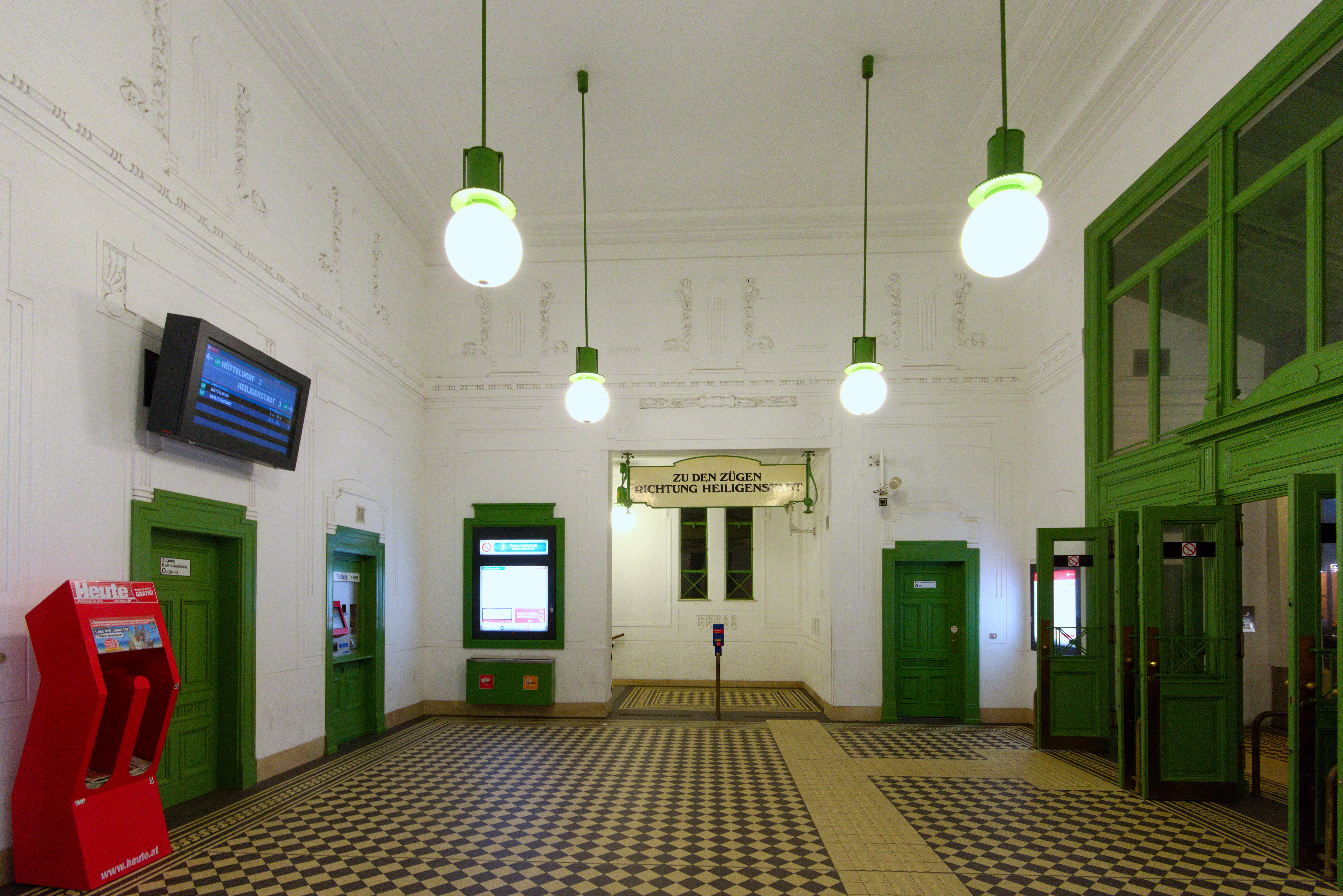
L'accès au quai en direction de Heiligenstadt.
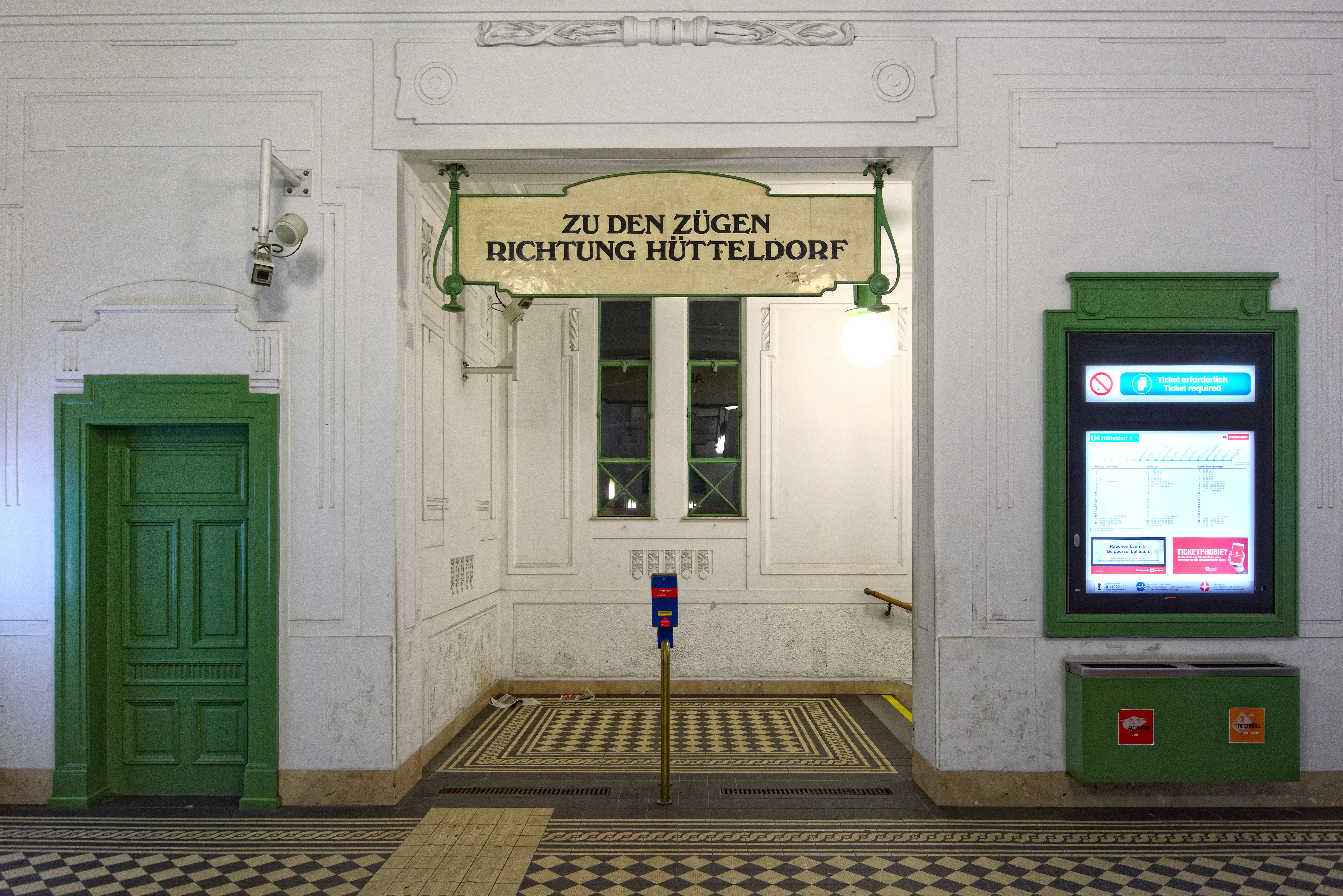
L'accès au quai en direction de Hütteldorf.
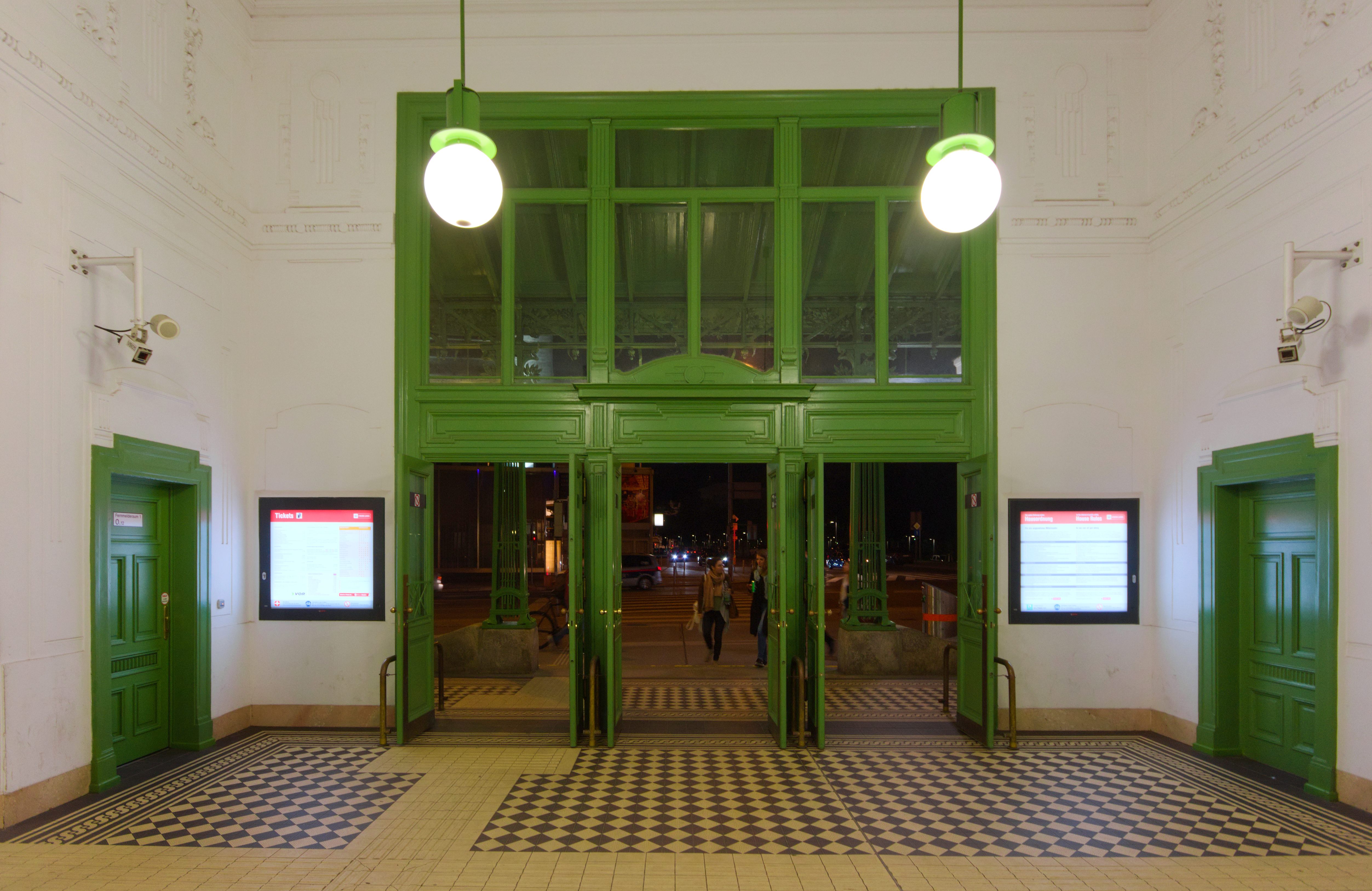
Sortie vers la  Johannesgasse.

## À proximité
- Stadtpark
- Portail de la rivière Vienne
- Kursalon Hübner
- Monument Johann-Strauss
- Vienne (rivière autrichienne)